# Jack Douglas (Musikproduzent)
Jack Douglas (* in New York City) ist ein US-amerikanischer Musikproduzent und Tontechniker.

## Leben
Jack Douglas trat zunächst als Musiker in Erscheinung. 1965 reiste er mit einem Freund nach Liverpool, wo ihnen aber mangels eines Visums die Einreise verwehrt wurde und die Liverpooler Zeitungen nur über „Two crazy Yanks“ berichteten.
Nach seiner Rückkehr in die Vereinigten Staaten nahm er 1969 mit der Band Privilege ein gleichnamig betiteltes Album auf. Danach arbeitete er im New Yorker Record Plant Tonstudio, wo er sich vom Hausmeister zum Tontechniker hocharbeitete. Dort war er später an Aufnahmen für unter anderem Miles Davis, The James Gang, Alice Cooper, Cheap Trick, Montrose, Rough Cutt und Artful Dodger beteiligt.
1971 lernte er John Lennon bei den Aufnahmen zu dessen Album Imagine kennen, nachdem er mit ihm über seine Liverpooler Reise ins Gespräch gekommen war. 1980 produzierte Douglas Lennons letztes Album Double Fantasy, das bei den Grammy Awards 1982 als Bestes Album ausgezeichnet wurde. Nach Lennons Tod wurde das geplante Nachfolgealbum Milk and Honey erst 1984 veröffentlicht und Jack Douglas dabei nicht als Koproduzent erwähnt, obwohl er an der Produktion mehrerer Titel beteiligt war. Ein Streit mit Yoko Ono über nicht gezahlte Lizenzgebühren endete später vor Gericht.
In den 1970er Jahren produzierte Douglas mehrere Alben für die Band Aerosmith, darunter Get Your Wings (1974), Toys in the Attic (1975), Rocks (1976) und Draw the Line (1977). Nach einer kurzen Pause produzierte Douglas 1982 für Aerosmith das Album Rock in a Hard Place. Die Folgealben wurden von anderen Produzenten umgesetzt, aber 2004 produzierte Douglas das Aerosmith-Album Honkin’ on Bobo. Auch das 2012 entstandene 15. Album der Band, Music from Another Dimension!, wurde von Douglas produziert.
Douglas unterrichtet im Ex'pression College for Digital Arts im kalifornischen Emeryville als Guest Lecturer.